# Dwayne McDuffie
Compléments
Ben 10: Alien Force
La Ligue des justiciers
Teen Titans : Les Jeunes Titans
Static Choc
Dwayne McDuffie (né à Détroit aux États-Unis le 20 février 1962 et mort le 21 février 2011) est un scénariste américain de comics et de dessins animés.
Il a créé la série télévisée d'animation Static Choc, écrit et produit la série animée La Ligue des justiciers et a également travaillé sur les suites de la série Ben 10 de Cartoon Network.
McDuffie fait partie des cofondateurs de Milestone Media. Il a été nommé à trois reprises lors des Eisner Awards pour son travail dans le domaine des comics.

## Biographie

### Jeunesse
Fils d'Edna McDuffie Gardner, Dwayne McDuffie est né et a grandi à Détroit (Michigan). Il fréquente la Roeper School, un lycée privé, puis intègre l'université du Michigan où il obtient un baccalauréat universitaire en anglais (Bachelor's degree) et une maîtrise (Master's degree) en physique. Il s'établit ensuite à New York afin de suivre les cours de la Tisch School of the Arts, l'une des quinze écoles de l'Université de New York. Alors qu'il occupait le poste de secrétaire de rédaction (copy editor) du magazine économique Investment Dealers' Digest, l'un de ses amis lui obtient un entretien chez Marvel Comics. McDuffie est engagé par la maison d'édition en tant que rédacteur adjoint (assistant editor).

### Carrière

#### Marvel et Milestone
Dwayne McDuffie commence sa carrière chez Marvel Comics en 1987. Il assiste Bob Budiansky sur les projets spéciaux et participe à l'élaboration du premier jeu de cartes à collectionner commercialisé par Marvel. Il travaille avec le dessinateur Ernie Colón sur sa première œuvre d'importance, la mini-série Damage Control (en). Elle montre le quotidien d'une entreprise chargée de réparer les dommages matériels occasionnés par les affrontements entre super-héros et super-vilains, qui surviennent régulièrement dans l'univers Marvel. Après avoir été engagé, McDuffie propose à la maison d'édition un projet de comic parodique intitulé Teenage Negro Ninja Thrashers, se moquant de la manière dont sont dépeints les personnages de couleur dans ses publications.
Dwayne McDuffie travaille à son compte à partir de 1990, il écrit de nombreux comics édités par Marvel, DC et Archie Comics. Il travaille également sur la série Monster in My Pocket (en) éditée par Harvey Comics. Avec trois associés, il fonde Milestone Media au début des années 1990 afin de publier des périodiques mettant en scène des personnages aux origines ethniques diversifiées,. Les revues de Milestone Media présentent notamment des personnages afro-américains comme Static (en), Icon (en) sur des dessins de M. D. Bright et Hardware (en), des asio-américains tels Xombi (en), ou encore le Blood Syndicate (en), dont les membres sont d'origines diverses. Les ouvrages édités par Milestone sont distribués par DC Comics. McDuffie a créé ou a contribué à la création de beaucoup de ces personnages, dont Static.

#### Séries d'animation
Les périodiques de Milestone cessent de paraître à la fin des années 1990. Le personnage de Static apparaît par la suite dans une série télévisée d'animation, Static Choc (Static Shock), diffusée durant quatre saisons à partir de l'an 2000 sur le réseau Cartoon Network,. Dwayne McDuffie écrit 11 des 52 épisodes. Il écrit également pour les séries Teen Titans : Les Jeunes Titans et Quoi d'neuf Scooby-Doo ? (What’s New, Scooby Doo?).
Il fait partie de l'équipe de scénaristes de la série La Ligue des justiciers et devient coproducteur lors de la seconde saison, alors que le show est rebaptisé La Nouvelle Ligue des justiciers (Justice League Unlimited). Il écrit ou produit 69 des 91 épisodes diffusés, et signe également le scénario du jeu vidéo Justice League Heroes.
Dwayne McDuffie écrit le scénario de Justice League: Crisis on Two Earths et de l'adaptation de All-Star Superman, deux films animation sortis directement en DVD dans la collection DC Universe.

## Publications
- Justice League of America (2006) (DC Comics).
- Batman: Legends of the Dark Knight, (1992) (DC Comics).
- Fantastic Four (Marvel Comics).
- Deathlok (Marvel Comics).
- Beyond! (2006) (Marvel Comics) avec Scott Kolins et Paul Mounts.
- Justice League of America (DC comics).
- Firestorm, 2004 (DC Comics).
- Impulse # 60 (DC Comics).
- Static Shock (Milestone Media).
- Heroes (Milestone), 1996.
- Amazing Spider-Man Skating on thin ice ! #1-3 1993 (Marvel).
- Avengers Spotlight.
- What if? (Marvel Comics).
- Blood Syndicate, 1993 (Milestone Media).
- Static, 1993 (Milestone Media).
- Icon, 1993 (Milestone Media).
- Clive Barker's Hellraiser, (1989) (Epic Comics).
- She-Hulk: Ceremony (1989).
- Damage Control 1988-89 avec Ernie Colón (Marvel Comics).

## Filmographie
- 2008 : Ben 10: Alien Force
- 2003 : La Ligue des justiciers
- 2003 : Teen Titans : Les Jeunes Titans
- 2002 : What's New, Scooby-Doo?"
- 2001 : La Toupie Humaine[réf. nécessaire]
- 2001 : Batman, la relève
- 2000 : Static Choc

## Récompenses et nominations
- 2005 : Writers Guild of America, USA, Justice League (nommé).
- 2004 : Daytime Emmy Awards, Static Shock (nommé).
- 2003 : Humanitas Prize, Justice League (award).
- 2020 : inclus au temple de la renommée Harvey pour avoir cofondé Milestone Media (à titre posthume)[4].